# Море Беллінсгаузена
Мо́ре Беллінсга́узена — окраїнне море Південного океану біля берегів Антарктиди, між півостровами Антарктичний і Терстон. Зі сходу обмежоване півостровом Земля Грейама, на заході межа умовна (приблизно по 105 меридіану). Площа 487 тисяч км².
У відкритій частині моря глибини перевищують 4500 м. Найбільші острови — Петра I і Земля Олександра I.
Температура води близько –1 °C, солоність влітку близько 33,5 ‰.
Уперше досліджене російською антарктичною експедицією Ф. Ф. Беллінсгаузена і М. П. Лазарєва (1819—1821).

## Клімат
Південна частина акваторії моря лежить в антарктичному, центральна — в субантарктичному, північна, прилегла до узбережжя Антарктичного півострова — в помірному кліматичному поясі. Над південною акваторією моря цілий рік переважає полярна повітряна маса. Льодовий покрив цілорічний. Низькі температури повітря цілий рік. Атмосферних опадів випадає недостатньо. Літо холодне, зима порівняно м'яка. Над північною частиною моря увесь рік панують помірні повітряні маси. Переважає західний перенос. Значні сезонні коливання температури повітря. Зволоження достатнє, місцями надлишкове. Цілий рік переважає циклонічна діяльність, погода мінлива, часті шторми. Морська плавуча крига зустрічається цілий рік. Відносно тепла зима з нестійкою погодою і сильними західними вітрами. Прохолодне літо з більш спокійною погодою, ніж взимку. Між двома цими зонами взимку дмуть вітри з континенту; влітку морські прохолодні західні вітри розганяють морську кригу, погіршують погоду.

## Біологія
Акваторія моря відноситься до морського екорегіону Море Амундсена-Беллінсгаузена, а води навколо острова Петра I — до окремого екорегіону південноокеанічної зоогеографічної провінції. У зоогеографічному відношенні донна фауна континентального шельфу й острівних мілин до глибини 200 м відноситься до антарктичної циркумполярної області антарктичної зони.